# Wizernes

Wizernes este o comună în departamentul Pas-de-Calais, Franța. În 1 ianuarie 2022 avea o populație de 3.339 de locuitori.